# Paolo Casini
Paolo Casini (Roma, 1932), es un historiador italiano de la filosofía y del pensamiento científico. Destacó por sus estudios sobre Newton y la Ilustración.

## Biografía
Paolo Casini es profesor de historia de la filosofía en las universidades de Bolonia y de Roma (La Sapienza). En sus escritos —iniciados en 1969 con L'universo-macchina (dedicado a Newton)—, ha analizado las relaciones entre ciencia y filosofía, y ha venido reconstruyendo las grandes etapas de la reflexión sobre el conocimiento científico (y del progreso en general) en los siglos XVII y XVIII, así sucede en su detallada Introduzione all'illuminismo en dos tomos. 
En 1998 destacó por un trabajo muy original titulado L'antica sapienza italica. Cronistoria di un mito. Su referencia era Pitágoras, y su ensayo abordaba la evolución del "mito" numérico en la cultura europea, no de un modo erudito, y además fijándose en Italia. Pues el mito pitagórico se constituyó desde luego en el siglo VI antes de nuestra era, viéndosele durante siglos como una figura legendaria y enigmática: mago, taumaturgo, chamán de poderes misteriosos; además se le asoció a los misterios egipcios. Y Casini estudió previamente la presencia de Pitágoras en Francia o Inglaterra.
Pero este libro de Casini es un estudio culto y refinado no tanto sobre el matemático, sino sobre el mito de la existencia de una "prisca sapientia italica" (L'antica sapienza italica) ligada a su figura y a su peso en Italia desde el Medievo y Renacimiento. El mito itálico de su genio numérico (representado en Fibonacci, y luego en Pico o Ficino, hasta cuajar con Cardano, Ferrari, Bombelli, Tartaglia o Galileo), fue subrayado en el siglo XVII, y luego por Vico, hasta convertirse en un "mito nacional" en el siglo XIX (cuyo impulso aún llegaría hasta Fermi o Majorana).

## Libros
- L'universo-macchina: origini della filosofia newtoniana, Laterza, 1969. Tr.: El universo máquina, Barcelona, Martínez Roca, 1971.
- Introduzione a Rousseau, Laterza, 1974
- Introduzione all'illuminismo, Laterza, 1980
- Newton e la coscienza europea, Il Mulino, 1983
- Scienza, utopia e progresso, Laterza, 1994
- L'antica sapienza italica. Cronistoria di un mito, Il Mulino, 1998
- Hypotheses non fingo: tra Newton e Kant, 2006.